# Berberis ovalifolia
Berberis ovalifolia är en berberisväxtart som beskrevs av Henry Hurd Rusby. Berberis ovalifolia ingår i släktet berberisar, och familjen berberisväxter. Inga underarter finns listade i Catalogue of Life.